# Trichacis mahunkai
Trichacis mahunkai is een vliesvleugelig insect uit de familie van de Platygastridae. De wetenschappelijke naam van de soort is voor het eerst geldig gepubliceerd in 1981 door Szabó.